# 해리 제롬

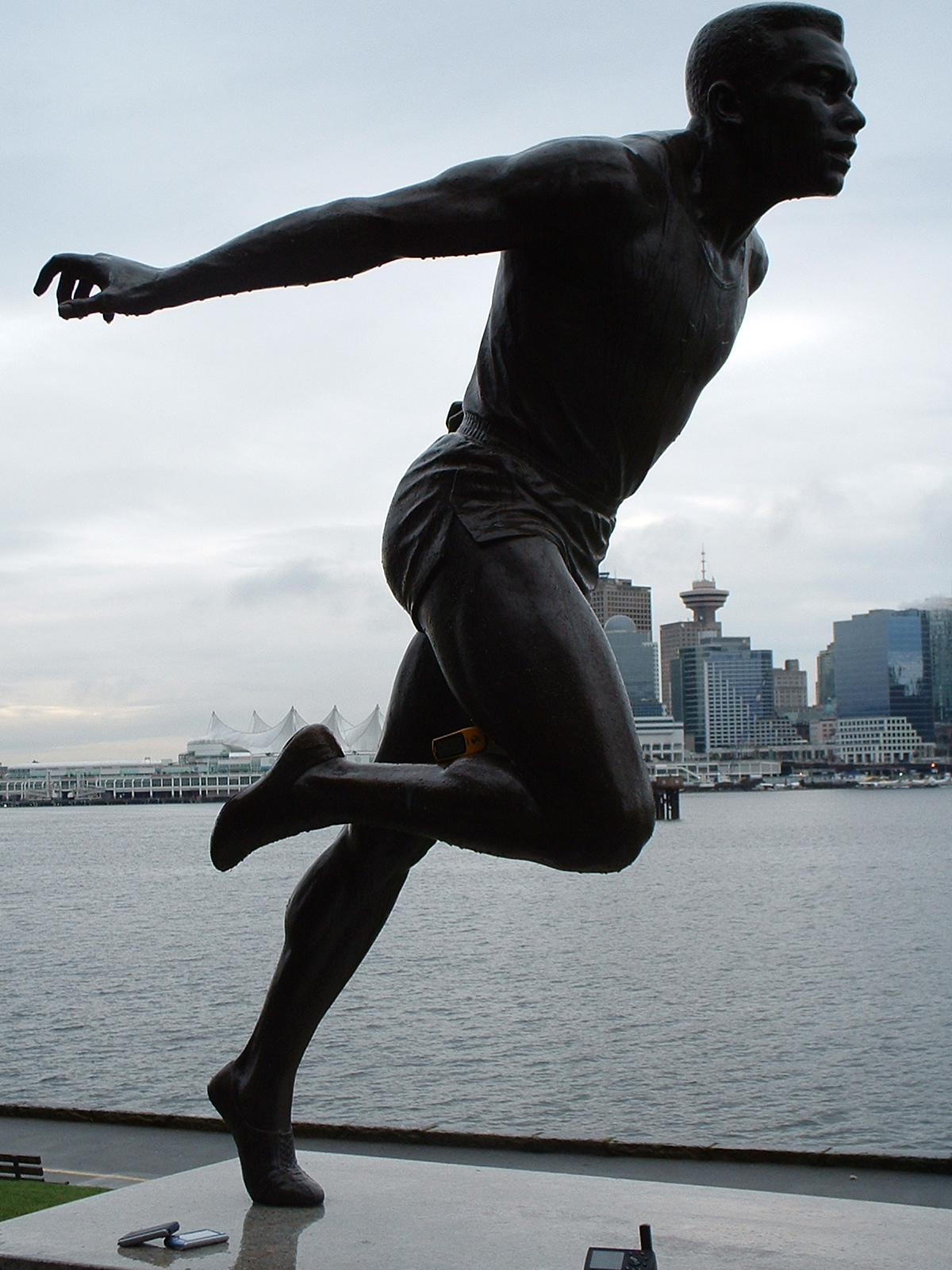

해리 제롬(Harry Jerome, 본명: "해리" 윈스턴 제롬 OC, 1940년 9월 30일 ~ 1982년 12월 7일)는 캐나다인 트랙 필드 단거리 선수이자 체육 교사였다. 1964년 도쿄 올림픽에서 동메달을 획득했고, 선수 생활 동안 총 7개의 세계 기록을 세웠다.